# Admira Gorzów Wielkopolski
KS Admira Gorzów Wielkopolski – polski klub kajakarski z siedzibą w Gorzowie Wielkopolskim. Początkowo klub działał jako jedna z sekcji wielosekcyjnego KS Start-Admira, gdzie sekcję kajakarską utworzono w 1965 roku po przejęciu jej od LOK.

## Osiągnięcia
Medale kajakarzy Admiry w latach 1965–2021:
| Ranga imprezy                  | Ilość medali |
| ------------------------------ | ------------ |
| Igrzyska olimpijskie           | 1            |
| Mistrzostwa świata             | 4            |
| Mistrzostwa Europy             | 2            |
| Młodzieżowe mistrzostwa świata | 1            |
| Mistrzostwa świata juniorów    | 5            |
| Młodzieżowe mistrzostwa Europy | 0            |
| Mistrzostwa Europy juniorów    | 8            |
| Mistrzostwa Polski seniorów    | 153          |

## Przystań
Przystań kajakowa klubu znajduje się na lewobrzeżnej części miasta w dzielnicy Zawarcie. Zaplecze budynku umożliwia organizacje zawodów, treningów, a także szkoleń adeptów kajakarstwa klubu. Przy przystani organizowane są regaty: kajakowe memoriały Tadeusza Hryckiewicza i Jerzego Krajewskiego oraz wyścigi smoczych łodzi.